# Курганский, Николай Алексеевич
Николай Алексеевич Курганский  (род. 19 марта 1961, совхоз Путь Ильича, Ермаковский район, Павлодарская область, Казахская ССР, СССР) — советский и казахстанский футболист, нападающий, главный тренер ФК «Экибастуз». Обладатель Кубка Казахской ССР. Двукратный серебряный призёр чемпионата Казахстана (1993, 1998).

## Игровая карьера
Первые шаги в футболе делал в совхозе «Путь Ильича» Ермаковского района. Первый тренер — А. С. Жакенов.
Дебютировал за клуб «Экибастузец» в довольно позднем по меркам футболиста возрасте — в 23 года. Основную часть спортивной карьеры провел в родном клубе. В чемпионате СССР (Вторая лига, 8 зона) забил 102 гола, что позволило войти в десятку лучших бомбардиров 8 зоны. В играх на Кубок СССР забил 2 гола.
Лучший бомбардир «Экибастузца» (57 голов в чемпионате РК, в сезоне 1993 — 26 голов). В Кубке Казахстана забил 2 гола. За «Экибастузец» выступал до 2002 года.
В чемпионате Финляндии во 2 дивизионе за клуб из города Кеми забил 18 голов в 40 играх.
Со 164 очками входит в «Клуб казахстанских бомбардиров».

## Сборная Казахстана
В 7 играх за сборную Казахстана забил 2 гола в ворота сборной Кыргызстана.

## Тренерская карьера
В 2001 году, прервав на год игровую карьеру в «Батыре», стал главным тренером клуба «Экибастузец-НК» Астана. С 2002 года 5 лет с перерывами тренировал свой родной клуб угольщиков «Экибастузец» (до его расформирования в 2007 году). С 2011 по 2016 год тренировал ФК «Экибастуз» (Первая лига Казахстана по футболу) — другой клуб этого города (бывший «Энергетик»). В июне 2019 года вновь назначен главным тренером «Экибастуза».

## Достижения
- Обладатель Кубка Казахской ССР: 1989
- Серебряный призёр чемпионата Казахстана: 1993, 1998
- Футболист года в Казахстане: 1993